# Помічниця християн
Свята́ Марі́я, Помічни́ця христия́н (лат. Sancta Maria, auxilium christianorum; ісп. Nuestra Señora María Auxiliadora delos Cristianos, нім. Maria, Hilfe der Christen) — у християнстві один із титулів Діви Марії. Вперше згадується Іваном Золотоустим у 345 році.
Асоціюється з поміччю Діви Марії, яку вона надає християнам у війнах і випробуваннях. Набув особливого поширення в західному християнстві, насамперед у католицькій церкві. Широко використовувався з XVI століття, в часи протистояння християнської Європи із Османською імперією. 24 травня 1814 року папа Пій VII запровадив свято вшанування Діви Марії-Помічниці на знак подяки за повернення до Риму і звільнення від наполеонівського режиму. Свято щорічно відзначається в католицьких церквах, подібно до східнохристиянської Покрови.
Основний храм — Туринська базиліка Діви Марії, Помічниці християн. Також — Марія-Помічниця (італ. Maria Ausiliatrice, фр. Marie Auxiliatrice, нім. Mariahilf), Марія, Помічниця Вірних, Марія-Заступниця (лат. Advocata Christianorum) тощо.

## Церкви
- Церква Діви Марії-Помічниці (Ешпіню)